# David Pressman
David Pressman (?, 1977 –) amerikai jogász, az Egyesült Államok magyarországi nagykövete. Korábban a Jenner & Block ügyvédi iroda partnere, ahol főként a nemzetközi és az amerikai alkotmányjog különböző területein dolgozott. Az Egyesült Államok különleges politikai ügyekért felelős ENSZ-nagykövete volt. Obama elnök jelölte és a szenátus 2014. szeptember 17-én megerősítette. Pressman nagykövet képviselte az Egyesült Államokat az ENSZ Biztonsági Tanácsában és a kapcsolódó tárgyalásokon. Nemzetközi emberi jogi jogászként Pressman többek között a terrorizmus áldozatait, tengerentúlon fogva tartott amerikai túszokat, disszidenseket és újságírókat képviselt, akiket önkényuralmi rezsimek célkeresztjébe vettek.

## Élete
Zsidó családban nevelkedett, Pressman a Brown Egyetemen szerzett diplomát alapképzésben, majd 2004-ben a New York Egyetem jogi karán szerzett jogi doktorátust, magna cum laude és Order of the Coif kitüntetésekkel. A ruandai Legfelsőbb Bíróságon, ahol a népirtás utáni átmeneti igazságszolgáltatási kezdeményezéseket értékelte - és a Southern Poverty Law Centerben dolgozott gyakornokként. Ezt követően a Clinton-kormányzat sajtófőnökeként dolgozott.
Pressman amerikai emberi jogi ügyvéd és Madeleine Albright amerikai külügyminiszter egykori tanácsadója. Számos kiemelkedően ismert személyiségnek adott tanácsot külpolitikai és kapcsolódó érdekérvényesítő stratégiákkal kapcsolatban. George Clooney-val, Brad Pitt-tel, Matt Damonnal, Don Cheadle-lel és Jerry Weintraubbal együtt Pressman társalapítója volt a Not On Our Watch projektnek, egy vezető érdekvédelmi és támogatásszervező szervezetnek, amely a tömeges atrocitásokra való figyelemfelhívásra összpontosít.
Pressman a Belbiztonsági Minisztérium belbiztonsági miniszterhelyetteseként dolgozott, és a globális büntetőjogi kérdésekkel kapcsolatos szakpolitikák kidolgozásáért volt felelős a Belbiztonsági Minisztériumban. A Fehér Ház Nemzetbiztonsági Tanácsának háborús bűnökért és atrocitásokért felelős igazgatójaként is dolgozott, ahol koordinálta a kormány erőfeszítéseit a tömeges atrocitások, népirtások és háborús bűncselekmények megelőzésére és az azokra való reagálásra. Pressman tagja volt Obama elnök atrocitásokat megelőző bizottságának.

### Jelölés magyarországi nagykövetnek
2022. május 13-án Joe Biden elnök bejelentette, hogy Pressmant jelöli az Egyesült Államok következő magyarországi nagykövetének. Jelölését 2022. május 17-én továbbították a szenátusnak. A szenátus külügyi bizottsága 2022. június 23-án tartott meghallgatást a kinevezéséről. A bizottság 2022. július 19-én kedvezően jelentette a jelölését a szenátusnak. A szenátus 2022. július 28-án 61-30 arányban megerősítette kinevezését.
Megbízólevelét 2022. szeptember 14-én adta át a köztársasági elnöknek, ezzel ő lett az Amerikai Egyesült Államok 29. magyarországi nagykövete. A Twitter közösségi portálon közzétett képei szerint a férjével és két ikerfiával közösen látogatta meg Novák Katalint.

## Magyarországi tevékenysége
David Pressman magyarországi diplomáciai munkáját beárnyékolta a két ország kapcsolatainak megromlása. Felelős magyar vezetők, köztük maga Orbán Viktor (aki őt, nevére és nyomásgyakorlására egyaránt utalva, „présembernek” titulálta) nem egyszer jelezte, hogy a nagykövetet is felelősnek tartja a kapcsolatok kedvezőtlen alakulásáért.
A Magyarország NATO-csatlakozásának 25. évfordulója alkalmából a CEU Demokrácia Intézete és az Amerikai Egyesült Államok budapesti nagykövetsége rendezett konferencián – amin a magyar kormányzat részéről senki nem vett részt – Pressman erőteljesen bírálta a magyar kormányt, többek között annak oroszbarát politikája miatt. Felidézte azt is, hogy Magyarország rendszeresen az ország belügyeibe való beavatkozással vádolja a nyugati országokat, viszont nemrégiben Orbán Viktor az USA-ba látogatott, ahol az amerikai kormány tagjaival nem, Donald Trumppal találkozott akit nyíltan támogat az elnökválasztáson. A nagykövet kijelentette: Magyarország kormánya ki akarja várni azok távozását az amerikai kormányzatból, az Európai Unióból, akikkel nem ért egyet, de az Egyesült Államok kormánya nem fog várni, cselekedni fog.
Hivatali ideje 2025. január 13-án ért véget. Pressman aznap családjával együtt az Egyesült Államokba távozott. Az új nagykövet kinevezéséig David Holmes ügyvivő képviseli Budapesten az Amerikai Egyesült Államokat.

## Fordítás
Ez a szócikk részben vagy egészben  a   David Pressman című angol Wikipédia-szócikk ezen változatának fordításán alapul.  Az eredeti cikk szerkesztőit annak laptörténete sorolja fel. Ez a jelzés csupán a megfogalmazás eredetét és a szerzői jogokat jelzi, nem szolgál a cikkben szereplő információk forrásmegjelöléseként.
| Elődje: David Cornstein | Amerikai nagykövet Budapesten | Utódja: ' |